# Pambos Pitas
Charalambos „Pambos” Pitas, gr. Χαράλαμπος „Πάμπος” Πίττας (ur. 26 lipca 1966 w Limassolu) – cypryjski piłkarz grający na pozycji obrońcy. W swojej karierze rozegrał 83 mecze w reprezentacji Cypru i strzelił w nich 7 goli.

## Kariera klubowa
Karierę piłkarską Pitas rozpoczynał w klubie Apollon Limassol. W 1986 roku awansował do kadry pierwszej drużyny i wtedy też zadebiutował w niej w pierwszej lidze cypryjskiej. W sezonie 1990/1991 wywalczył swój pierwszy w karierze tytuł mistrzowski. W sezonie 1991/1992 zdobył z Apollonem Puchar Cypru, a w sezonie 1993/1994 po raz drugi i ostatni został mistrzem Cypru. W Apollonie występował do końca sezonu 2001/2002. Rozegrał w nim 342 mecze, w których zdobył 49 goli.
W 2002 roku Pitas odszedł do innego klubu z Limassolu, AEL Limassol. Występował w nim przez 3 lata. Po sezonie 2004/2005 zakończył w AEL swoją karierę piłkarską.
| Sezon   | Klub             | Kraj | Rozgrywki | Mecze | Bramki |
| ------- | ---------------- | ---- | --------- | ----- | ------ |
| 1986/87 | Apollon Limassol | Cypr | I liga    | ?     | ?      |
| 1987/88 | Apollon Limassol | Cypr | I liga    | 30    | 8      |
| 1988/89 | Apollon Limassol | Cypr | I liga    | 26    | 11     |
| 1989/90 | Apollon Limassol | Cypr | I liga    | ?     | ?      |
| 1990/91 | Apollon Limassol | Cypr | I liga    | 19    | 2      |
| 1991/92 | Apollon Limassol | Cypr | I liga    | 26    | 6      |
| 1992/93 | Apollon Limassol | Cypr | I liga    | 26    | 5      |
| 1993/94 | Apollon Limassol | Cypr | I liga    | 26    | 3      |
| 1994/95 | Apollon Limassol | Cypr | I liga    | 28    | 2      |
| 1995/96 | Apollon Limassol | Cypr | I liga    | 22    | 2      |
| 1996/97 | Apollon Limassol | Cypr | I liga    | 21    | 1      |
| 1997/98 | Apollon Limassol | Cypr | I liga    | 24    | 2      |
| 1998/99 | Apollon Limassol | Cypr | I liga    | 26    | 3      |
| 1999/00 | Apollon Limassol | Cypr | I liga    | 23    | 1      |
| 2000/01 | Apollon Limassol | Cypr | I liga    | 22    | 1      |
| 2001/02 | Apollon Limassol | Cypr | I liga    | 23    | 2      |
| 2002/03 | AEL Limassol     | Cypr | I liga    | 21    | 2      |
| 2003/04 | AEL Limassol     | Cypr | I liga    | 23    | 0      |
| 2004/05 | AEL Limassol     | Cypr | I liga    | 10    | 0      |

## Kariera reprezentacyjna
W reprezentacji Cypru Pitas zadebiutował 14 stycznia 1987 roku w przegranym 1:3 meczu eliminacji do Euro 88 z Grecją, rozegranym w Atenach. W swojej karierze grał też między innymi w: eliminacjach do MŚ 1990, Euro 92, MŚ 1994, Euro 96, MŚ 1998 i Euro 2000. Od 1987 do 1999 roku rozegrał w kadrze narodowej 82 mecze i strzelił 7 goli.